# Onna no isshô (film 1928)
Onna no isshô è un film muto del 1928 diretto da Yoshinobu Ikeda. Takashi Oda firma la sceneggiatura che si basa su Una vita, racconto di Guy de Maupassant del 1882.

## Produzione
Il film fu prodotto dalla Shochiku Kamata.

## Distribuzione
Distribuito dalla Asakusa Denkikan, il film uscì nelle sale giapponesi il 15 aprile 1928.